# Maximiliaan-meester

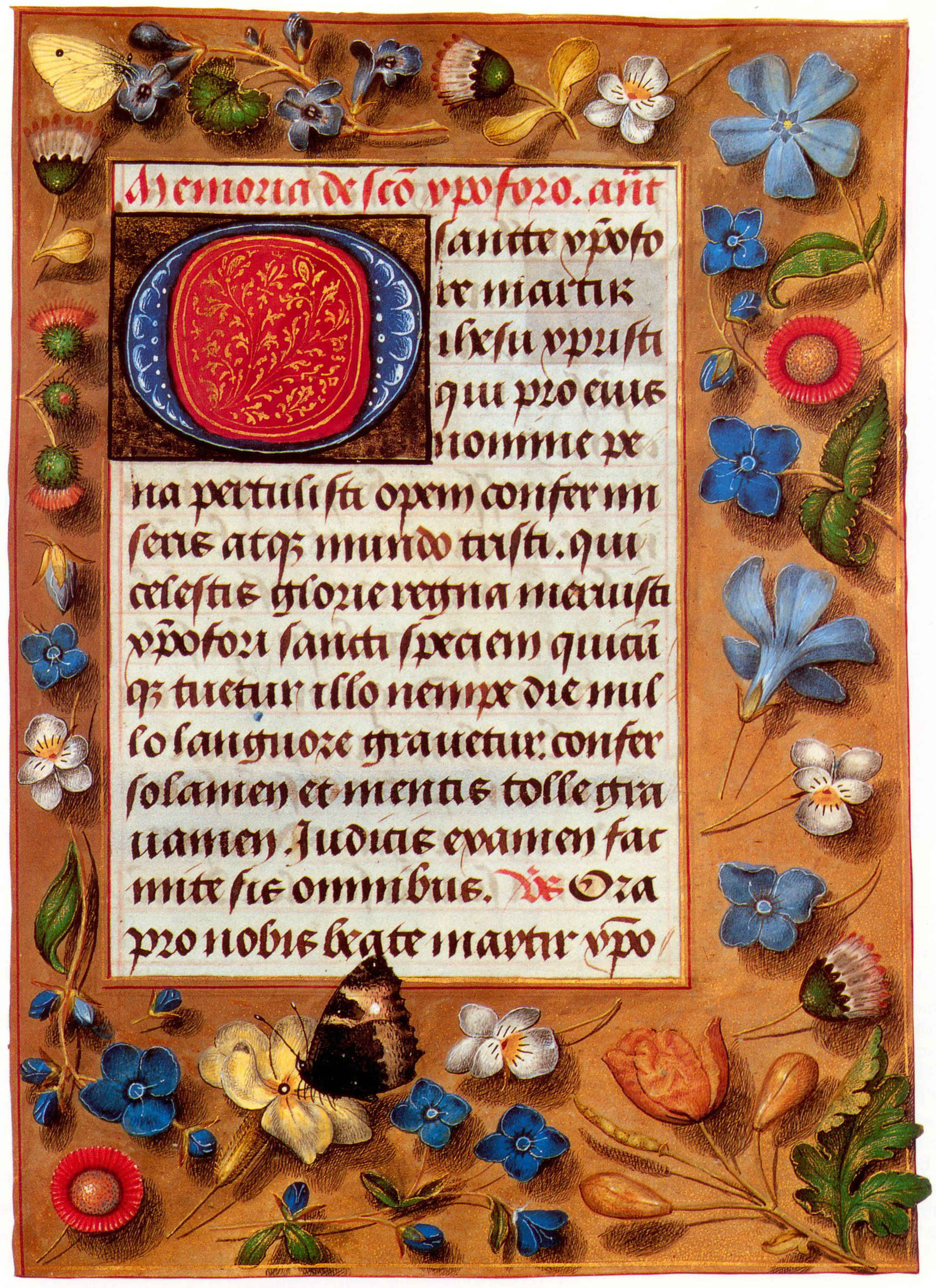
Maximiliaan-meester, Hastings-getijdenboek, Marge en gebed tot de heilige Christoffel

De Maximiliaan-meester of de Meester van het eerste Gebedenboek van Maximiliaan is de noodnaam voor de miniaturist die een gebedenboek voor Maximiliaan van Oostenrijk zou verlucht hebben na 1486.
De Maximiliaan-meester zou gewerkt hebben in Gent tussen ca.1475 en ca. 1520. Op basis van zijn werk in het gebedenboek van Maximiliaan werd een ganse reeks andere miniaturen aan hem toegeschreven. Die werken tonen gelijkaardige modellen, types van figuren en kleurgebruik hoewel de kwaliteit heel verschillend kan zijn, wat duidt op een belangrijk atelier.
Sommige kunsthistorici menen dat de Maximiliaan-meester en Alexander Bening een en dezelfde persoon zijn Drigsdahl baseerde zich hiervoor op een handtekening van Alexander Bening in het Breviarium Grimani, maar die handtekening is gevonden in een katern dat miniaturen bevat die  algemeen worden toegeschreven aan de Meester van de David scènes, wat die handtekening in vraag stelt.

## Stijlkenmerken
De stijlkenmerken voor deze meester zijn gebaseerd op zijn eponiem werk, het getijdenboek voor Maximiliaan gemaakt omstreeks 1486. Men moet hierbij enige voorzichtigheid aan de dag leggen omdat de inhoud van het werk moeilijk toe laat te besluiten of het over een volledig werk of een onvolledig getijdenboek gaat, het is alleszins tamelijk verschillend van het standaard type getijdenboek dat in die periode in de Gents-Brugse stijl gemaakt werd. Bovendien kwam het boek duidelijk tot stand in een omgeving waar meerdere artiesten aan hun bijdrage aan het werk leverden. De kwaliteit van de miniaturen is vrij uiteenlopend.
De Maximiliaanmeester en zijn atelier gebruiken gelijkaardige personages, achtergronden en zelfs kleuren. De mannelijke figuren zijn stevige grote brede figuren met rustige, ernstige gezichten. Ze hebben zware wenkbrauwen, een schuin voorhoofd, puntige jukbeenderen en een vooruitstekende bovenlip. De kleur van de gezichten is een mengeling van grijs en roze, met roze ophogingen aan neus en kin. De personages monumentaal op de voorgrond geplaatst, hebben soms een houterige vreemde houding. De vrouwelijke figuren hebben popperige ovale gezichten, wit-eischelpkleurig met een smalle kin. Wenkbrauwen en lippen zijn weinig benadrukt. De figuren hebben gracieuze lange handen. De meester maakt gebruik van een geraffineerd palet met naast de hoofdkleuren zachte pastel kleuren en realiseert heel mooie kleurcomposities. De iconografie gaat terug op de Weense meester van Maria van Bourgondië en is schatplichtig aan Hugo van der Goes, maar ook invloeden van Dirk Bouts en Simon Marmion zijn aanwezig. Hij bezat blijkbaar een grote collectie modellen uit het repertoire van de voornoemde meesters die hij gebruikte in zijn werk en het werk van zijn atelier.

## Enkele van de toegeschreven werken
De werken die hier zijn opgenomen komen ook voor in de lijst van werken toegeschreven aan de Alexander Bening. In de literatuur zijn beide toeschrijvingen, dus zowel aan Alexander Bening als aan de Maximiliaan-meester frequent terug te vinden. 
- De Brusselse getijden van Filips van Kleef, Brussel, Koninklijke Bibliotheek van België,  Ms. IV 40
- De Weense getijden van Filips van Kleef, Wenen, Österreichische Nationalbibliothek, Ms. s.n. 13239
- De Münchense Kroniek van de prinsen van Kleef, 1472-1481, München, Bayerische Staatsbibliothek
- Kronieken van de graven van Vlaanderen, ca. 1477, Wells-next-the-Sea,  Holkham Hall, Earl of Leicester of Holkham
- De Legende van Sint Adriaan, 1477-1483, Wenen, Österreichische Nationalbibliothek, Cod.Ser.n.2619
- Hastings-getijdenboek, voor 1483, Londen British Library Add. Ms. 54782.
- Gebedenboek van Maximiliaan I, na 1486, Wenen, Österreichische Nationalbibliothek,  Codex Vindobonensis 1907 (ook Codices selecti 39).* De getijden van Louis Carré, na 1488, Oxford, Bodleian Library, Ms. Douce 311
- De Bray-getijden, ca. 1490, Lancashire, Stonyhurst College, Ms. 60
- Het Glasgow-breviarium, ca. 1494 (atelier), Glasgow, University Library, Hunter Ms. 25 (S2-15)
- Horae Beatae Mariae Virginis, La Flora-getijdenboek, 1486–1498, Napoli, Biblioteca Nazionale Vittorio Emanuele III, Ms. I.B.51. (gedeeltelijk)
- Getijdenboek voor het gebruik van Rome, ca. 1500, Londen, the Britisch Library, Add. Ms. 35313 (samen met de meester van Jacobus IV van Schotland)
- Breviarium Mayer van den Bergh ca. 1500 Maximiliaan-meester; Meester van Jacobus IV van Schotland; Simon Bening en diverse medewerkers uit de ateliers van voornoemde Meesters), Museum Mayer van den Bergh inv.nr. 946
- Getijdenboek van Isabella van Castilië, voor 1504, Cleveland, The Cleveland museum of art, 1963-252
- Rothschild-getijdenboek, ca. 1510-1520, naast een groot aantal miniaturen van de Maximiliaan meester bevat het ook werk van Gerard Horenbout, Gerard David en twee miniaturen van Simon Bening. Privécollectie.[9]
- Spinola Hours 1510-1520 (gedeeltelijk), J. Paul Getty Museum[10]